# Veľké Blahovo
Veľké Blahovo és un poble i municipi d'Eslovàquia que es troba a la regió de Trnava, a l'oest del país.

## Història
La primera menció escrita de la vila es remunta al 1162.

## Demografia
| Godina             | 1994 | 2004   | 2014    | 2024   |
| ------------------ | ---- | ------ | ------- | ------ |
| Nombre de persones | 1200 | 1318   | 1533    | 1579   |
| Diferència         |      | +9,83% | +16,31% | +3,00% |

| Godina             | 2023 | 2024   |
| ------------------ | ---- | ------ |
| Nombre de persones | 1588 | 1579   |
| Diferència         |      | −0,56% |

## Fills ilustres
- János Bihari (1764-1827), violinista i director de banda.